# کریستوفر دوم، پادشاه دانمارک
کریستوفر دوم دانمارک (انگلیسی: Christopher II of Denmark; ۲۹ سپتامبر ۱۲۷۶ – ۲ اوت ۱۳۳۲) یک پادشاه دانمارکی بود.